# Zoo di Dvůr Králové

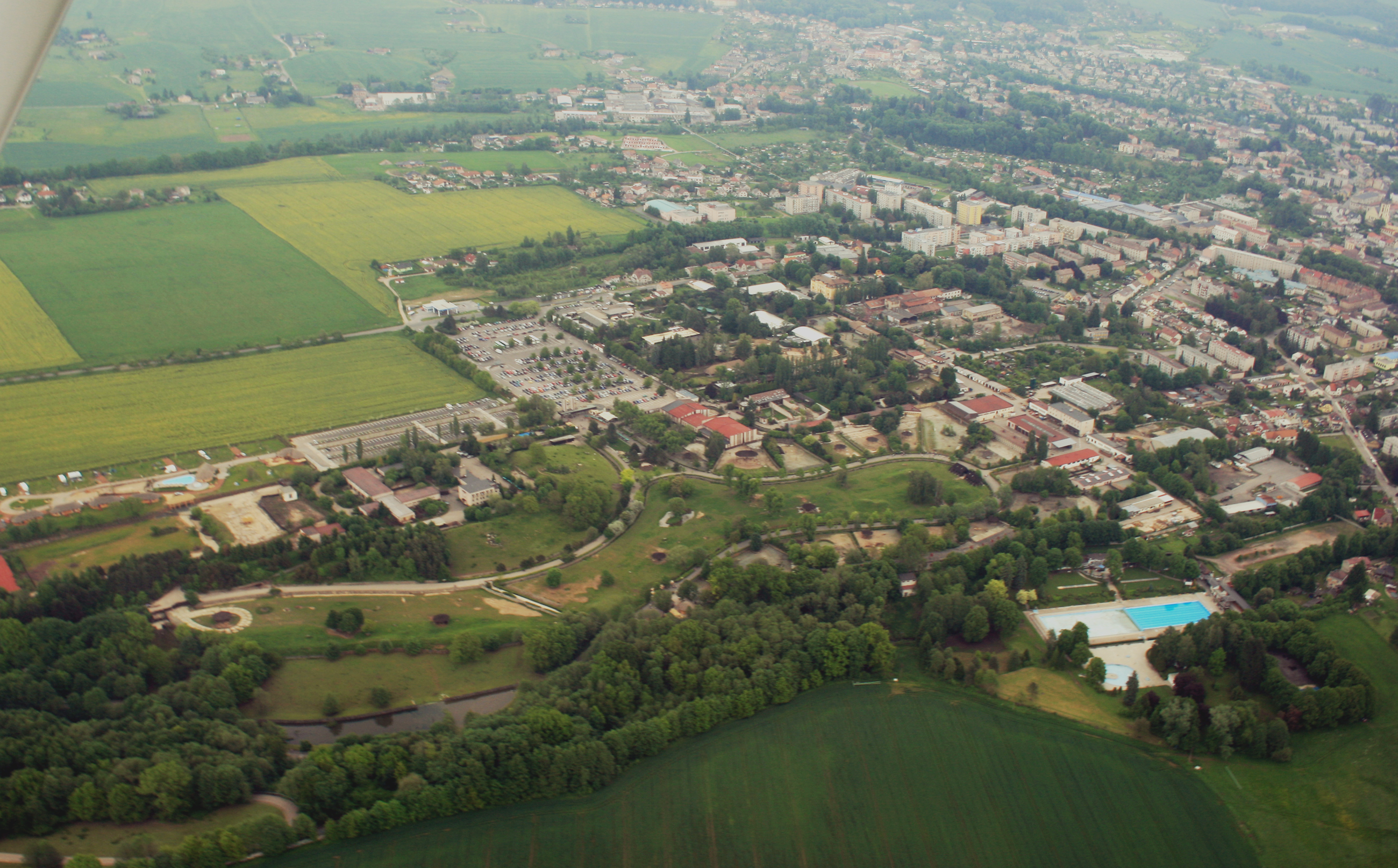
Veduta aerea di Dvůr Králové

Lo zoo di Dvůr Králové (in ceco Zoologická zahrada Dvůr Králové nad Labem) è situato nella località di Dvůr Králové nad Labem, nella Repubblica Ceca. Fa parte di un'associazione di zoo fondata nel 1990 in Cecoslovacchia, ed ancora oggi presente sia in Repubblica Ceca sia in Slovacchia (in ceco Unie českých a slovenských zoologických zahrad). Dal 1995 al 2010 lo zoo è stato membro dell'EAZA. Dal 1997 fa parte della WAZA.
Lo zoo occupa un'area di 72 ettari e vi sono presenti 2300 specie di animali, molti dei quali appartengono alla fauna africana. L'animale più raro era il rinoceronte bianco settentrionale. Gli ultimi esemplari, nel 2009 sono stati trasferiti a Ol Pejeta, una riserva privata in Kenya, nel tentativo di farli riprodurre in natura, ma gli esemplari maschi sono tutti morti prima di riuscire a riprodursi, l'ultimo: Sudan è morto nel 2018. Lo zoo Dvůr Králové è aperto tutti i giorni dalle 9:00 a.m. alle 6:00 p.m.

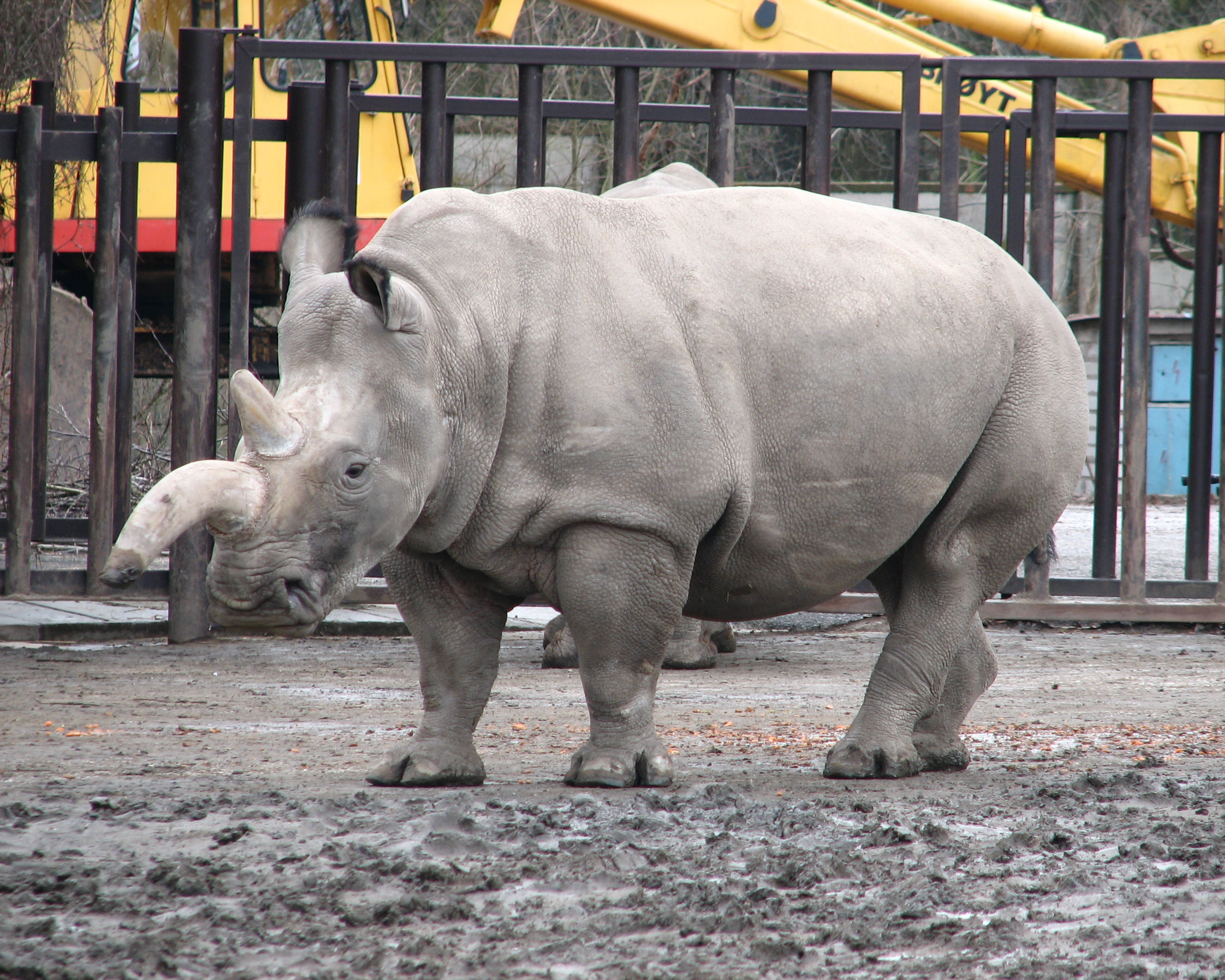
Un rinoceronte bianco settentrionale allo Zoo di Dvůr Králové (2008)